# 谢烨
谢烨（1958年7月4日—1993年10月8日），笔名雷米。北京人，诗人、作家。中國當代詩人顾城之妻。

## 生平
原名张红。1979年，于上海到北京的列车上与顾城相识。1988年随顾城移居新西兰。1993年10月8日，在新西兰被顾城砍伤致死。

## 作品
- 《英儿：顾城遗作》顾城、雷米 著 / 作家出版社 / 1993-01
- 《墓床：顾城、谢烨海外作品精选集》作家出版社 / 1993-11